# Jonathan Joubert
Jonathan Joubert (Metz, França, 12 de setembre de 1979) és un jugador de futbol luxemburguès nascut a França, que actualment juga com a porter al F91 Dudelange.

## Biografia
Nascut a Metz (França), Joubert va començar la seva carrera jugant amb el segon equip del FC Metz, abans de fitxar per al Club Sportif Grevenmacher de Luxemburg, la temporada 1999/00. Al Grevenmacher va aconseguir el primer títol de lliga del club a la seva història, en una temporada en què també van aconseguir la copa. El 2004 va deixar l'equip per fitxar per al F91 Dudelange, amb qui ha aconseguit 4 lligues i 3 títols de copa.
Pel que fa a l'àmbit internacional, Joubert va debutar amb la Selecció de Luxemburg el juny de 2006 en un amistós contra Portugal. El maig de 2014 ja havia disputat 69 partits amb el combinat nacional luxemburguès, 4 dels quals classificatoris per a la Copa del Món.

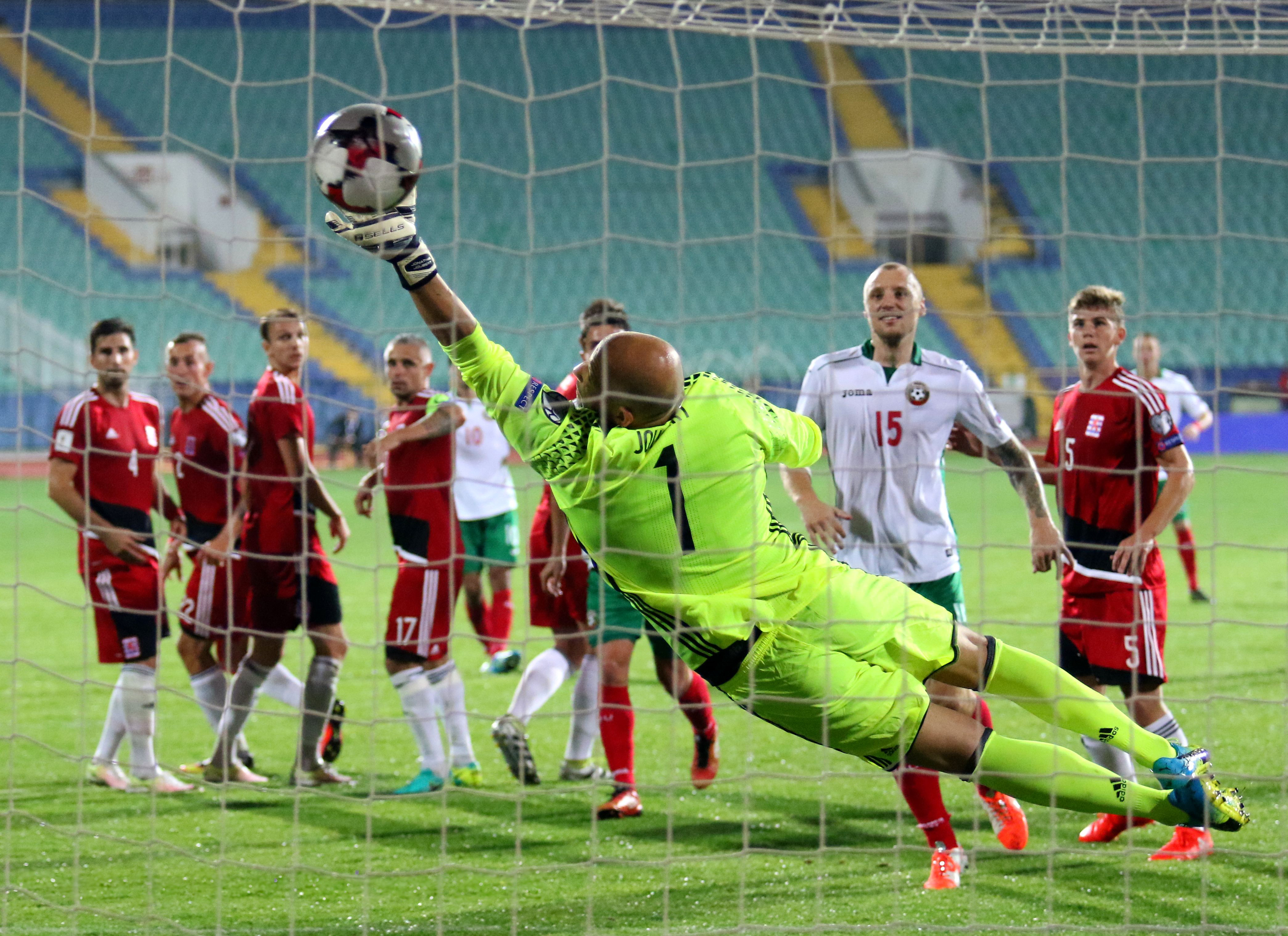

## Palmarès
- Lliga luxemburguesa: 5

2003, 2005, 2006, 2007, 2008
- Copa luxemburguesa: 4

2003, 2004, 2006, 2007